# Manhattan Waterfront Greenway

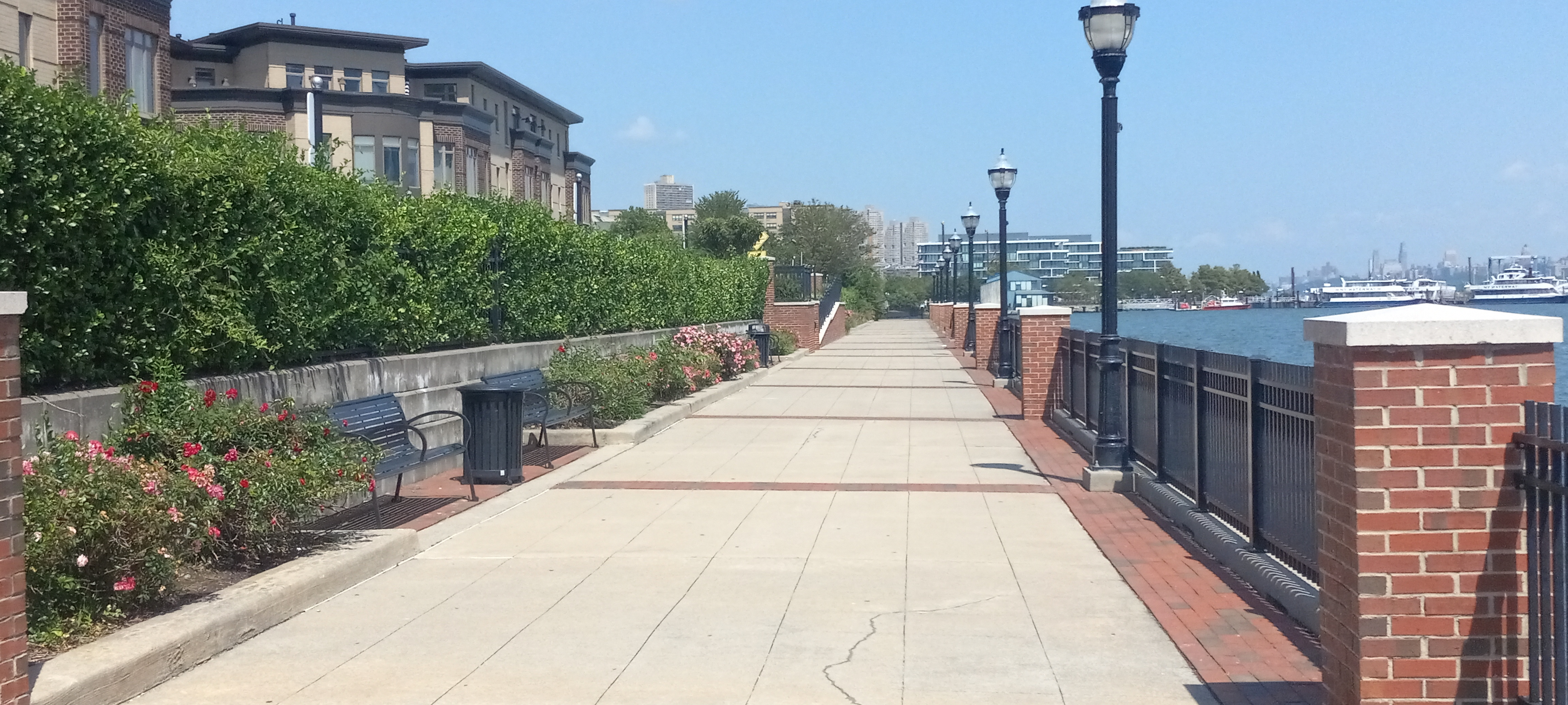
Tratto dell'Hudson River Greenway

La Manhattan Waterfront Greenway è una rete ciclopedonale lunga circa 51 km che circonda l'isola di Manhattan a New York, separata dal traffico automobilistico. È composta da tre segmenti principali: l'Hudson River Greenway, l'East River Greenway e la Harlem River Greenway. Gran parte del percorso è gestita dal New York City Department of Parks and Recreation e da altre agenzie municipali.

## Percorso

### Hudson River Greenway
Il tratto lungo il fiume Hudson è il più esteso e trafficato e si estende sul lato ovest di Manhattan da Battery Park fino a Dyckman Street. Include porzioni del Hudson River Park, Riverside Park e Fort Washington Park, ed è considerata la pista ciclabile urbana più utilizzata negli Stati Uniti e fa parte dell'East Coast Greenway e dell'Empire State Trail.
Nel 2008 è stato completato un tratto mancante nel West Harlem con l'apertura della pista ciclabile presso Harlem Piers, mentre nel 2010 è stata riaperta una sezione crollata negli anni ottanta lungo la West Side Highway.
Il collegamento con la East River Greenway è realizzato tramite la Battery Bikeway, inaugurata nel 2015 dopo i lavori alla stazione South Ferry/Whitehall Street.

### East River Greenway
Il tratto orientale si estende da Battery Park fino a Harlem, lungo l'East River. Tra la 41ª e la 53ª Strada il percorso si interrompe, obbligando ciclisti e pedoni a deviare sulla First Avenue e sulla Second Avenue per aggirare il complesso delle Nazioni Unite. Nel 2024 è stata annunciata la realizzazione del tratto mancante, con un progetto da 120 milioni di dollari e apertura prevista nel 2028.

### Harlem River Greenway
È il tratto più breve, situato tra la 155ª Strada e Dyckman Street, lungo il fiume Harlem e parallelo alla Harlem River Drive. Il percorso segue in parte il tracciato dell'ex Harlem River Speedway.
Nell'Harlem River Park è presente anche un segmento separato, tra la 133ª Strada e la 145ª Strada.

## Barriera anti inondazione
A partire dal 2019, la città di New York ha avviato un piano per proteggere la parte meridionale di Manhattan da possibili inondazioni causate dal cambiamento climatico. Il progetto prevede una struttura di protezione costiera lungo il tratto tra West 57th Street e Battery Park e lungo l'East River fino alla 42ª Strada.
Una delle componenti principali, denominata "Bridging Berm", è lunga 2,19 miglia (3,5 km) e costerà 335 milioni di dollari. Oltre alla funzione protettiva, il progetto prevede spazi ricreativi, percorsi ciclopedonali, moli per la pesca e rampe accessibili.